# Mapewa
Der Mapewa ist ein osttimoresischer Berg im Suco Lebos (Verwaltungsamt Lolotoe, Gemeinde Bobonaro). Sein Gipfel befindet im Osten des Sucos auf der Grenze zwischen den Aldeias Mapelai und Mabelis. Er hat eine Höhe von 1095 m und liegt westlich der Dörfer Mapelai und Mabelis.